# Elpènor
A la mitologia grega, Elpènor (en grec antic Έλπήνωρ), és un dels companys d'Ulisses en la seva tornada de Troia.

## A l'Odisseai altres obres clàssiques
És citat per primera vegada al cant X de l'Odissea, en el moment de l'escala d'Ulisses a l'illa de Circe. És descrit com el més jove dels companys encara vius a aquell moment, i com un personatge en general mediocre, poc valerós en el combat, sense massa senderi o enteniment.
Elpènor és l'únic company d'Ulisses que mor a l'illa de Circe. Havent-se embriagat, s'adorm al terrat del palau quan sent el soroll dels companys que es posen en marxa, s'oblida que ha de baixar per l'escala i s'estimba trencant-se les vèrtebres del coll. Ulisses el retroba en la seva baixada a inframon, quan Elpènor li reclama els honors fúnebres per al repòs de la seva ànima que van oblidar de fer-li; honors que Ulisses li ret al començament del cant XII.
El filòsof Teofrast explica a la seva obra Històries de les plantes (Περὶ φυτῶν ἱστορία o De historia plantarum) que, en el seu temps, al Laci, prop de l'anomenat mont Circeu, hom mostrava la pretesa tomba d'Elpènor.

## Recepció literària
El personatge d'Elpènor dona nom a l'obra homònima de Jean Giraudoux, una novel·la breu mitològica publicada l'any 1919, on reescriu de manera humorística tres episodis de l'Odissea (Le Cyclope, Les Sirènes i Morts d'Elpénor).
En la literatura grega contemporània destaca l'evocació d'Elpènor per part de Iorgos Seferis, tant al poema Argonautes, del recull Mithistòrima (Μυθιστόρημα) (1935), com, en especial, en la sèrie de poemes de Stratis el Mariner de Quadern d'exercicis (Τετράδιο Γυμνασμάτων) (1928-1937). Al seu torn, en el poemari de Seferis La Merla (Κίχλη) (1947), Elpènor personifica la voluptuositat. També adopten Elpènor, en la seva poesia política, Takis Sinópulos i Iannis Ritsos (Heroi, no - 1966).
Ezra Pound, al Cant I de l'Esborrany de XXX Cantos (1930), descriu les circumstàncies de la mort d'Elpènor i el sacrifici que li fa Ulisses.

### En la literatura catalana
Un dels sonets del cicle Món d'Ulisses, de Mercè Rodoreda està dedicat a Elpènor. Per altra banda, l'especialista en l'obra de Salvador Espriu, Rosa M. Delor, ha posat de relleu que la figura d'Elpènor és evocada, sense citar-la explícitament, en l'obra d'aquest El caminant i el mur, molt probablement en relació amb Bartomeu Rosselló-Pòrcel, l'amic del poeta, mort en la seva joventut. Així, dins del referit poemari, la Cançó de la mort a l'alba (de les Cançons de la roda del temps), remetria a les exèquies d'Elpènor, i el poema Sí a la cendra al·ludiria a l'amic mort (Elpènor/Rosselló Pòrcel) que Ulisses retroba a l'Hades. El poeta i hel·lenista Carles Miralles també dedicà un poema de joventut a Elpènor.